# Spanische Narzisse
Die Spanische Narzisse (Narcissus hispanicus) ist eine Pflanzenart aus der Familie der Amaryllisgewächse (Amaryllidaceae).
Sie ist eine der Stammarten für die heute in Gärten gepflegten und für Schnittblumen kultivierten Hybriden, den vielen Narzissensorten. Der Botaniker John W. Blanchard ordnet sie der Sektion Pseudonarcissus zu.

## Beschreibung
Die Spanische Narzisse erreicht Wuchshöhen von bis zu 50 Zentimeter. Die Laubblätter sind blaugrün und spiralig.
Die Blüten, die in der mitteleuropäischen Gartenkultur von März bis April erscheinen, sind von goldgelber Farbe. Die 22 Millimeter langen Perigonblätter sind verdreht, die Nebenkrone verbreitert sich zum Rand hin von 18 Millimeter auf 43 Millimeter. Ihr Rand ist tief eingekerbt. Sie gehört damit zu den klassischen Trompetennarzissen.

## Verbreitung
Trotz der botanischen Artbezeichnung hispanicus (=Spanien) sind die Wildbestände dieser Art überwiegend in Frankreich zu finden. Sie wächst in den Pyrenäen sowie in Südwestfrankreich.